# Krzysztof Bąk (duchowny)
Krzysztof Bąk (ur. 12 maja 1951 w Katowicach) – polski duchowny rzymskokatolicki, prałat, doktor teologii, dyrektor Caritas Archidiecezji Katowickiej w latach 2000–2019.

## Biografia
Urodził się w Katowicach, w rodzinie Stanisława i Julii z domu Góras. Uczęszczał do trzyletniej szkoły zawodowej przy ul. Sokolskiej w Katowicach, kształcąc się jako ślusarz. Następnie podjął pracę w Zakładach Drzewnych Przemysłu Węglowego, jednocześnie uczęszczając na kurs dla pracujących w Liceum Ogólnokształcącym im. Mickiewicza. Maturę zdał w 1972 roku. W październiku 1972 roku rozpoczął studia filozoficzno-teologiczne w Wyższym Śląskim Seminarium Duchownym w Krakowie. Święcenia kapłańskie przyjął 12 kwietnia 1979 w rodzinnej parafii katedralnej Chrystusa Króla. Pracę magisterską pt. Problem cudu w Ewangelii Janowej, napisaną pod kierunkiem ks. dr. Stanisława Szymeckiego obronił 23 maja 1979 roku.
Pierwszą placówką ks. Bąka była parafia MB Uzdrowienia Chorych w Rydułtowach-Orłowcu (1979–1983). W 1980 roku zdał egzamin „ex universa” na Akademii Teologii Katolickiej w Warszawie. W latach 1983–1988 był wikariuszem w Parafii Bożego Narodzenia w Rudzie Śląskiej Halembie. Po mianowaniu go diecezjalnym duszpasterzem osób niepełnosprawnych, został przeniesiony do Borowej Wsi, gdzie w 1990 roku utworzony został Ośrodek dla Osób Niepełnosprawnych „Miłosierdzie Boże”. W kolejnych latach ks. Bąk zaangażowany był w powstawanie podobnych placówek w Rudzie Śląskiej, Knurowie, Tychach, Lędzinach, Chorzowie i Wodzisławiu Śląskim.
W 1999 ks. Bąk ukończył studia podyplomowe na Wydziale Nauk Społecznych Uniwersytetu Śląskiego na kierunku Organizacja Pomocy Społecznej. Jednocześnie organizując pomoc osobom niepełnosprawnym w strukturach archidiecezji katowickiej, ks. Bąk odbył studia doktoranckie na Papieskiej Akademii Teologicznej w Krakowie, zakończone w 2008 roku obroną pracy doktorskiej Pomoc Caritas Archidiecezji Katowickiej ludziom potrzebującym oraz poszkodowanym w katastrofach na Śląsku w latach 2000-2007, napisanej pod kierunkiem ks. prof. Alojzego Drożdża.
W latach 2000–2019 był dyrektorem Caritas Archidiecezji Katowickiej.
W roku 1995 ks. Bąk został kanonikiem honorowym Katowickiej Kapituły Katedralnej. W 2007 roku otrzymał godność kapelana honorowego Jego Świątobliwości. W 2010 roku Rada Powiatu Bieruńsko-Lędzińskiego nadała ks. Bąkowi tytuł „Honorowego Obywatela Powiatu Bieruńsko-Lędzińskiego”. Od 28 listopada 2013 roku jest też honorowym obywatelem Rudy Śląskiej.
Ks. Krzysztof Bąk jest kawalerem Zakonu Rycerskiego Grobu Bożego w Jerozolimie. Organizował pielgrzymki do Ziemi Świętej dla osób dotkniętych przez los, m.in. wdowy po tragedii górniczej w kopalni „Halemba” i poszkodowanych przez zawalenie się hali MTK.
Mieszka w Borowej Wsi.

## Nagrody i wyróżnienia
- Krzyż Oficerski Orderu Odrodzenia Polski (2019)[7][3]
- Krzyż Kawalerski Orderu Odrodzenia Polski (2008)[1]
- Order „Zasłużony dla województwa śląskiego” (3 października 2006)[1]
- Nagroda „Lodołamacz specjalny” (2007)[1]
- Medal Świętego Brata Alberta (1 marca 2004)[1]
- „Złote Serce” Fundacji na rzecz Niepełnosprawnych im. Św. Stanisława Kostki (1998)[1]
- Kawaler papieskiego Orderu Grobu Świętego[3]